# Caiophora pterosperma
Caiophora pterosperma là một loài thực vật có hoa trong họ Loasaceae. Loài này được (G.Don) Urb. & Gilg mô tả khoa học đầu tiên năm 1900.